# María Teresa Castillo
Maria Teresa Castillo, född 1908, död 2012, var en venezuelansk feminist.
Hon tillhörde pionjärerna för kvinnorörelsen i Venezuela. Hon är känd för sin kampanj för rösträtt för kvinnor. Hon var en av grundarna av Agrupación Cultural Femenina 1935. 